# Akromiya
Akromiya (en ouzbek : Akromiylar et en russe : Акрамия/Akramia, également référé en tant que Akramiya en anglais d'après la transcription anglaise depuis le russe) est un groupe islamique ouzbek fondé par Akrom Yoʻldoshev au début des années 1990 à Andijan. Le groupe est interdit par le gouvernement ouzbek qui le considère comme terroriste.

## Histoire
Après avoir membre de Hizb ut-Tahrir, Akrom Yoʻldoshev, un enseignant en mathématiques, crée Akromiya durant les années 1990. La date exacte de création est débattue alors que certains rapportent leur création en 1991 et d'autres en 1992 ou 1996. Le groupe est alors aussi connu sous les noms de Iymonchilar (les croyants) et Khalifatchilar (les Califes).
Yoʻldoshev rédige dans un guide constitué de commentaires sur le Coran dont il fait part à ses proches. Le document est ensuite repris dans les mosquées proches d'Akromiya. Parmi les descriptions faites du groupe, il est souvent décrit comme proche du pouvoir local durant les années 1990. Le groupe serait basé sur la classe marchande d'Andijan et ayant des affiliations formelles en plus d'œuvrer dans des œuvres caritatives locales. L'une des raisons pour lesquelles Akromiya comprend une aussi large part de marchands à son origine est que le groupe est organisé autour de différentes cellules basés sur la profession de ses membres.
Durant ses premières années d'opération, le groupe tente de recevoir une reconnaissance officielle par le gouvernement dans le but de pratiquer ses activités légalement. Le groupe est formellement interdit par le pouvoir central vers la fin des années 1990. Yoʻldoshev est alors arrêté une première fois le 3 mars 1998 puis une seconde fois le 17 février 1999. Il est condamné à 17 ans de prison,.
Le 13 mai 2005, des supporteurs d'Akromiya prennent d’assaut un poste de police d'Andijan où 23 hommes d'affaires sont emprisonnés. Les protestataires libèrent ces derniers et prennent en otage plusieurs policiers. Sharipjon Shakirov, l'un des manifestants, fait la demande que tous les prisonniers arrêtés pour leur liens avec Akromiya soient libérés, y compris le fondateur Yoʻldoshev. Après de courtes négociations, le gouvernement ouvre le feu sur la foule.
Â la suite des manifestations ayant eu lieu à Andijan, les autorités déclarent que les écrits de Yoʻldoshev ont été trouvés sur au moins dix personnes ayant été arrêtées. Ceci les mènent à déclarer que le groupe est le principal organisateur de la manifestation et que leurs intentions sont de renverser le gouvernement et d'y installer un régime islamique à sa place. Parmi les principaux défenseurs de cette thèse est le directeur de l'Institut des études orientales de Tachkent Baxtiyor Bobojonov.
À la suite des événements, plusieurs des hommes d'affaires accusés d'être membres d'Akromiya fuirent au Kirghizistan où l'extradition vers l'Ouzbékistan a été refusée. Ils ont par la suite prit refuge en Europe et aux États-Unis. Cependant, la majorité d'entre aux furent arrêtés par les autorités ouzbèkes avant de pouvoir quitter le pays. De plus, quatre membres supposés d'Akromiya sont arrêtés en 2006 à Och au Kirghizistan pour falsification de passeports. Parmi les accusés se trouve Gulmira Maqsutova, la fille d'Akrom Yoʻldoshev. Kobul Papiyev, un des leaders des événements d'Andijan, fait plus tard un appel au renversement du régime de Karimov depuis son exil. Il déclare que ce renversement peut être fait soit par intervention étrangère ou par le déclenchement d'une guerre civile.

## Idéologie
L'idéologie d'Akromiya est décrite dans le texte Iymonga yu'l (« le chemin vers la vraie foi ») écrit par Akrom Yoʻldoshev en 1992. Cette idéologie, décrite comme hétérodoxe, est basée sur un commentaire sur la 61e sourate coranique : As-Saff. Celle-ci est généralement associée djihad spirituel plus que combattant. Cependant, la version proposée par Yoʻldoshev remplace le mot « combat » par « djihad » dans celle-ci. Il est suggéré que ce changement soit dû à l'utilisation de la traduction ouzbèke du Coran par Alouddin Mansur qui, lui aussi, mentionne le djihad dans cette sourate.
Akromiya prêche que le Coran et les hadîth auraient la réponse à tous les problèmes sociaux et économiques de la région. Le groupe prône notamment la création de petites entreprises pour permettre un emploi et des revenus garnatis à ses adhérents.
Iymonga yu'l ne mentionne pas la lutte armée contre l'État comme une nécessité. Il indique à sa place que la guerre sainte ne serait nécessaire que si l'État ne s’effondre pas de lui-même. Selon Martha Brill Olcott et Marina Barnett, Yoʻldoshev n'envisage pas un tel effondrement, suggérant ainsi la nécessité de la guerre sainte. Le document suggérerait que la nécessité de l'usage de la violence vient des différences entre les États arabes et ceux d'Asie centrale.
Parmi les demandes du groupe est la libération des prisonniers arrêtés pour cause de leur foi en Ouzbékistan ainsi que le retour progressif de la religion comme base de l'État dans cette république post-soviétique.

### Débat sur la véracité du discours djihadiste d'Akromiya
Les bases idéologiques d'Akromiya sont sujettes à débat. Baxtiyor Bobojonov et d'autres sources argumentent la légitimité du discours gouvernemental. Selon cette version, Akromiya soutient la lutte armée sur les bases du djihad dans le but de reverser le gouvernement ouzbek. L'image généralement plus modérée et pacifique dirigée par des hommes d'affaires entretenue par le groupe ne serait qu'une façade dans le but d'éviter des sanctions internationales. Igor Rotar, de la Fondation Jamestown, supporte aussi le discours gouvernemental à la suite des déclarations de Papiyev appelant au conflit armé. D'autres universitaires soutiennent également cette thèse incluant Zeyno Baran, Shirin Akiner et S. Frederick Starr.
Cette version est opposée à celle promue par, entre autres, Sarah Kendzior qui doute de l'implication d'Akromiya dans les événements d'Andijan ou toutes autres activités violentes. Cette version est soutenue par plusieurs organismes luttant pour les droits de l'homme. Kendzior déclare que le « mythe » entourant Akromiya est largement plus puissant que l'organisation n'a jamais été. Elle déclare que le texte Iymonga yu'l « est moins un manifeste terroriste qu'un guide de bien-être ». Dans son texte, elle retrace l'image publique d'Akromiya à un livre écrit par Zuhriddin Husniddinov, membre du MXX et un texte de Baxtiyor Bobojonov dont il aurait lui-même avoué l'inexactitude.
De plus, certain médias supportent la thèse qu'Akromiya n'a jamais existé en tant que groupe et qu'il s'agirait plutôt d'une invention du gouvernement ouzbek. Ceci rappelle le cas de l'Union du Djihad islamique, un autre groupe terroriste dont l’existence est disputée.